# Marie-Josée Ta Lou
Marie-Josée Ta Lou (* 18. listopadu 1988) je atletka, která reprezentuje Pobřeží slonoviny a specializuje se na sprinty. Získala několik medailí na kontinentální úrovni. Její nejlepší čas na 100 m činí 10,78 sekundy, který vytvořila v roce 2021 při rozbězích na olympiádě v Tokiu, a který je také africkým rekordem a 22,08 sekundy na trati 200 m, který stanovila v roce 2018. Na Afrických hrách v roce 2015 získala zlaté medaile (100 a 200 m) a bronz se štafetou na 4x100 m. Také se umístila na čtvrtém místě na olympijských hrách v Riu v disciplíně 100m a stejně tak v běhu na 200m. O rok později získala ve stejných kategoriích dvě stříbrné medaile na mistrovství světa v Londýně. V roce 2018 se umístila na druhém místě na halovém MS v Birminghamu v běhu na 60m. A v roce 2019 se v běhu na 100m stala druhou vicemistryní světa na mistrovství světa v Dauhá. Při olympiádě v Tokiu v roce 2021 brala čtvrté místo v běhu na 100m a páté v běhu na 200m.